# Alexander Carl Otto Westphal
Alexander Carl Otto Westphal (Berlim, 18 de maio de 1863 — 1941) foi um psiquiatra alemão.
Seus pais foram o psiquiatra Carl Friedrich Otto Westphal e Clara Mendelssohn e seu avô Otto Carl Friedrich Westphal. 

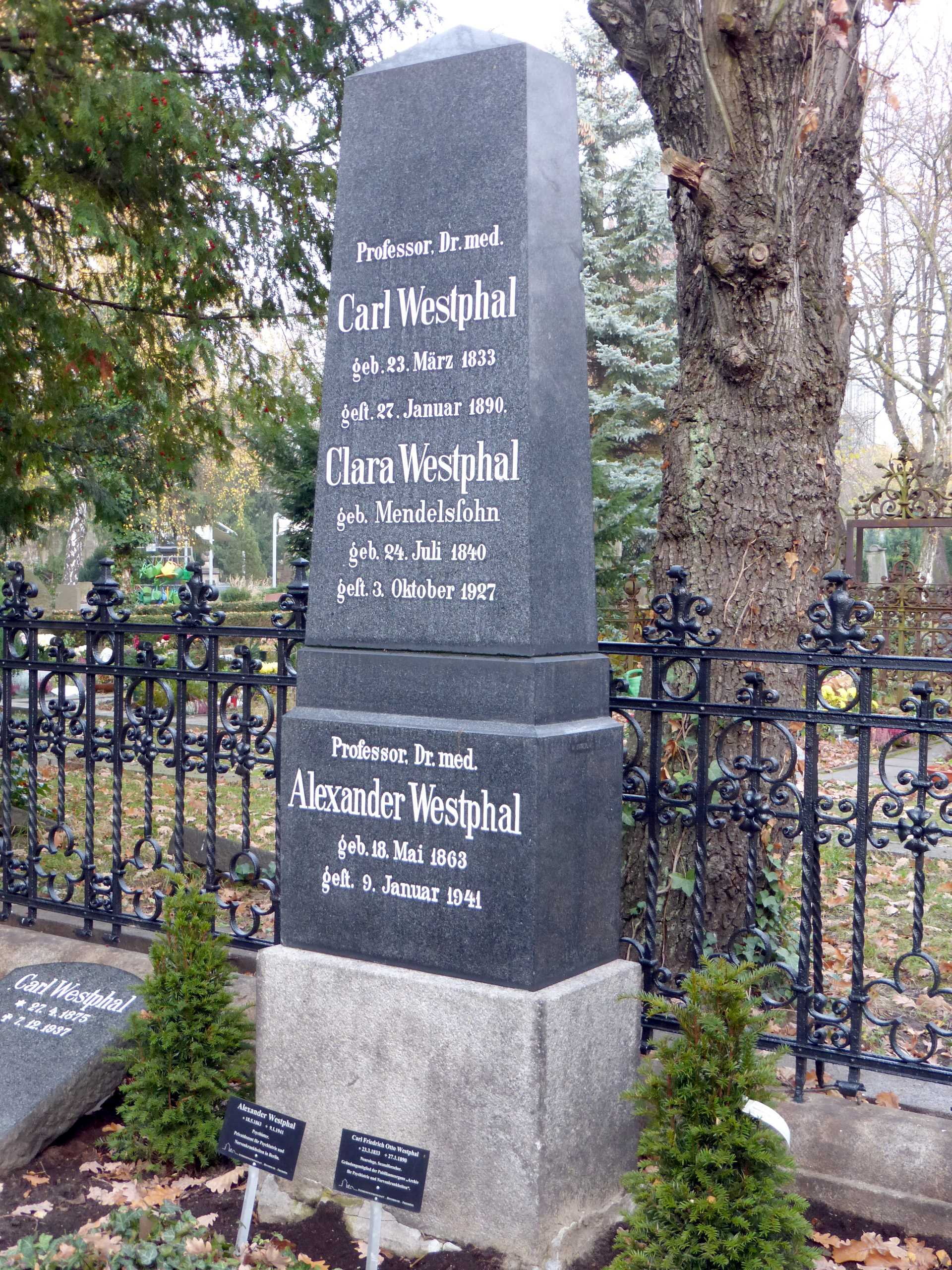
Sepultura de Alexander Carl Otto Westphal e seus familiares